# Монастырец (Журавновская поселковая община)
Монастырец (укр. Монастирець) — село в Журавновской поселковой общине Стрыйского района Львовской области Украины.
Население по переписи 2001 года составляло 1036 человек. Занимает площадь 2,77 км². Почтовый индекс — 81792. Телефонный код — 3239.